# Weiße Valepp
Die Weiße Valepp ist ein Fluss in Bayern. Sie entsteht bei Bernaustube und fließt zunächst nordöstlich bis zum Zusammenfluss mit dem Ankerbach. Dort macht sie einen Knick nach Südosten bis zum Zusammenfluss mit der Roten Valepp und wird auf kurzem restlichen Verlauf bis zur österreichischen Grenze nur noch als Valepp bezeichnet.